# The Ones (gruppo musicale statunitense)
I The Ones sono un gruppo musicale statunitense di genere dance e house formatosi a New York nel 1998. Resi noti a livello internazionale dal singolo di debutto Flawless, sono stati attivi prevalentemente negli anni duemila.

## Storia
Il gruppo era composto da Paul Alexander, JoJo Americo e Nashom Wooden, trio di cantanti e frequentatori della scena club di New York che si sono conosciuti nel 1989 lavorando nella boutique di Patricia Field, a Greenwich Village. Nel 1999, Wooden ha coinvolto gli altri membri del gruppo nella composizione della traccia Flawless, un brano vocal deep house contenente un campionamento di Keep on Dancin' dei Gary's Gang che sarebbe dovuto apparire nella colonna sonora dell'omonimo film con Robert De Niro. Sebbene tale traccia non sia stata utilizzata nella pellicola di Joel Schumacher (non ha infatti rispettato la scadenza di produzione del film), un suo remix del duo italiano Phunk Investigation uscito due anni più tardi le ha permesso di salire alla ribalta e di raggiungere la settima posizione della Official Singles Chart britannica. Nel 2004, Flawless è stata a sua volta campionata in Flawless (Go to the City) di George Michael, che ha raggiunto l'ottava postazione della Singles Chart britannica. Ciò ha permesso al brano dei Ones di essere uno dei pochi singoli entrati due volte nelle classifiche britanniche. Il gruppo ha pubblicato in seguito diversi singoli tra cui Superstar (2002), che ha raggiunto il numero 45 delle classifiche del Regno Unito, e Let's Celebrate (2010) che ha visto la partecipazione di Nomi Ruiz. Nell'agosto del 2013, la cantante pop Cher ha pubblicato il video Woman's World (2013) accusato dai fan del trio nuovaiorchese di essere troppo simile a quello di Face & Body (2012). I Ones, tuttavia, hanno considerato questa presunta imitazione come un omaggio.
Il 23 marzo 2020 Nashom Wooden è morto dopo aver contratto il COVID-19.
Nonostante un lungo periodo di inattività, il gruppo non si è mai sciolto ufficialmente.

## Discografia

### Album in studio
- 2007 – The Ones

### Singoli
- 1999 – Flawless
- 2002 – Superstar
- 2002 – The Ones Vs. The World
- 2004 – I'm Going To Go
- 2005 – I Feel Upside Down (con ATOC)
- 2005 – Get Into It
- 2006 – Picture Perfect/TV Screen
- 2006 – Ultramodern / Blast
- 2007 – When We Get Together
- 2008 – I Feel Upside Down (Remixes - Pt. 1)
- 2010 – Let's Celebrate! (con Nomi Ruiz)
- 2013 - Face & Body

## Formazione
- Paul Alexander (1998-)

- JoJo Americo (1998-)

- Nashom Wooden (1998-2020)